# Karl Hartnack

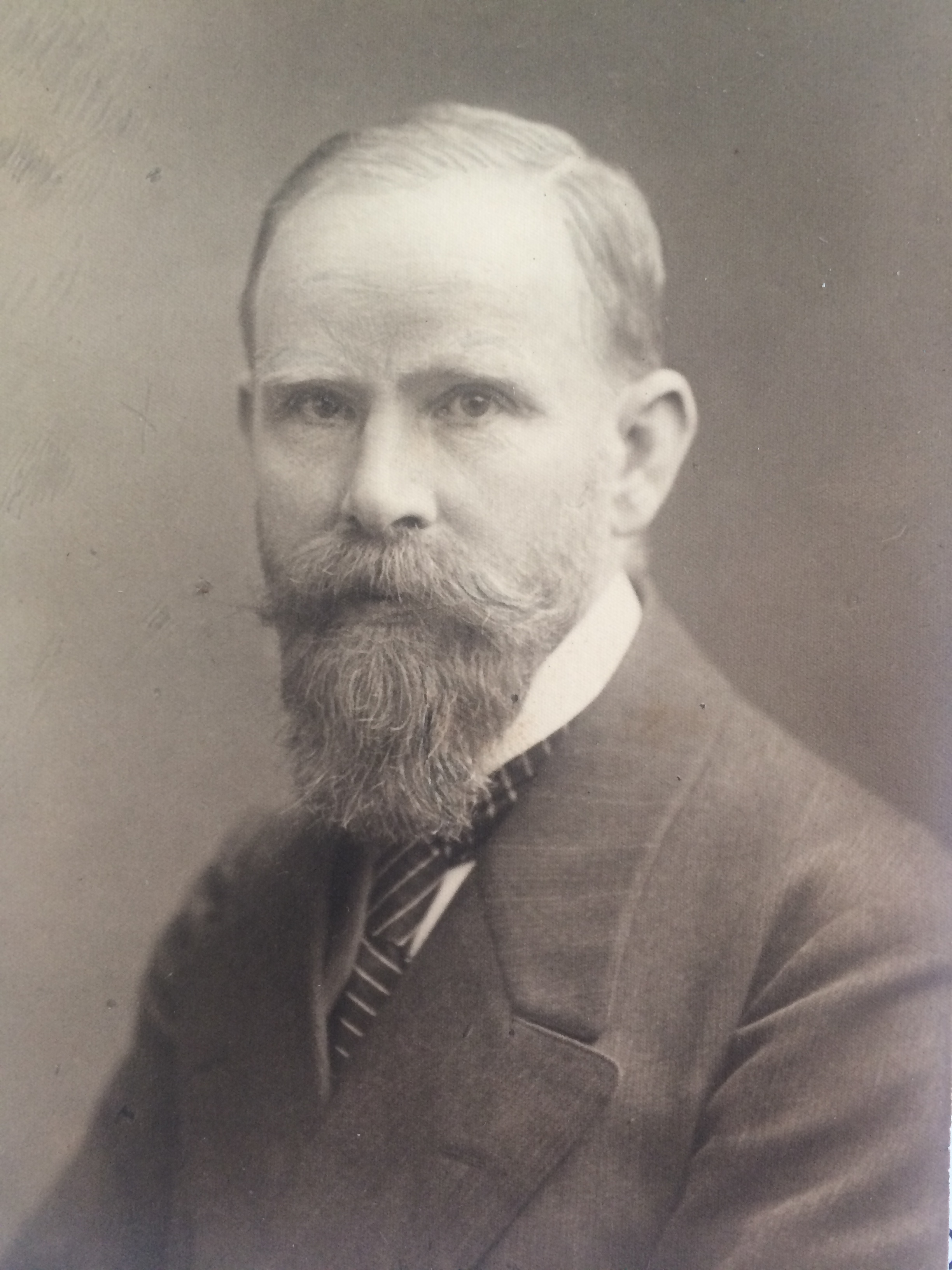
Karl Hartnack, Aufnahme etwa 1890

Karl Wilhelm Hartnack (* 14. Februar 1864 in Laasphe; † 31. Dezember 1946 in Elberfeld) war ein deutscher Pädagoge, Heimatforscher und Autor zahlreicher regionalgeschichtlicher Arbeiten.

## Leben und Wirken
Karl Hartnack wurde als ältestes von sieben Kindern des Schneidermeisters Peter Wilhelm Hartnack (1835–1879) und dessen Ehefrau Christiane Simonette, geb. Müller (1834–1918) geboren. Fünf seiner Geschwister starben im Kindesalter. Nach Absolvieren der achtjährigen Volksschule bewarb er sich 1878 mit 14 Jahren erfolgreich an der Königlichen Präparandenanstalt in Laasphe, um Volksschullehrer zu werden. Hartnack wurde jedoch noch ein Jahr zurückgestellt, weil er das 15. Lebensjahr noch nicht vollendet hatte. Er wurde von 1879 bis 1881 an der Präparandenanstalt weitergebildet. Karl Hartnack besuchte danach ab 1881 das Lehrerseminar in Hilchenbach, das er am 23. Februar 1884 nach bestandener Prüfung verließ.
Am 25. März 1884 beauftragte die Königliche Regierung zu Arnsberg den Lehramtsbewerber Hartnack mit der kommissarischen Verwaltung einer Stelle an der Volksschule in Weidenhausen. Mit Bestehen der zweiten Lehrerprüfung am 6. Mai 1886 in Hilchenbach wies man ihm am 15. Juni des Jahres diese Lehrerstelle fest zu.
Nach einer Bewerbung als Lehrer in der Schulgemeinde Langerfeld erfolgte dort seine Anstellung am 15. August 1887. Er wurde vier Jahre, bis Februar 1891 Lehrer an der vierklassigen Schule zu Bayeröde.
Nach Ablegen einer Prüfung qualifizierte er sich am 10. Juni 1891 als Lehrer an Mittelschulen und Höheren Mädchenschulen. Nach seiner Ernennung zum Klassenlehrer einer Schule in Elberfeld trat er am 4. August 1891 dort seine nächste Stelle an. Am 23. Dezember 1893 unterzog er sich in Münster einer Prüfung als Rektor an Schulen ohne fremdsprachlichen Unterricht.
Am 2. März 1903 wurde Hartnack zum Lehrer an der Höheren Mädchenschule des Patronatsbereichs der Stadt Elberfeld (Weststadt) gewählt; das Provinzial-Schulkollegium in Koblenz bestätigte diese Stelleneinweisung zum 1. April 1903. Hartnack blieb 26 Jahre an dieser Schule und wurde am 18. März 1929 als Lyzealoberlehrer pensioniert.
Karl Hartnack widmete sich einer Vielzahl regional-historischer Themen aus seiner früheren Heimat und publizierte unter anderem in der Zeitschrift des Vereins für Geschichte und Volkskunde Wittgensteins, den sogenannten Mitteilungen, später in den Heften der Laaspher Druckerei Ernst Schmidt mit dem Titel Das schöne Wittgenstein. Daneben schrieb er historische Beiträge in der Wittgensteiner Zeitung sowie in der Erndtebrücker Zeitung.

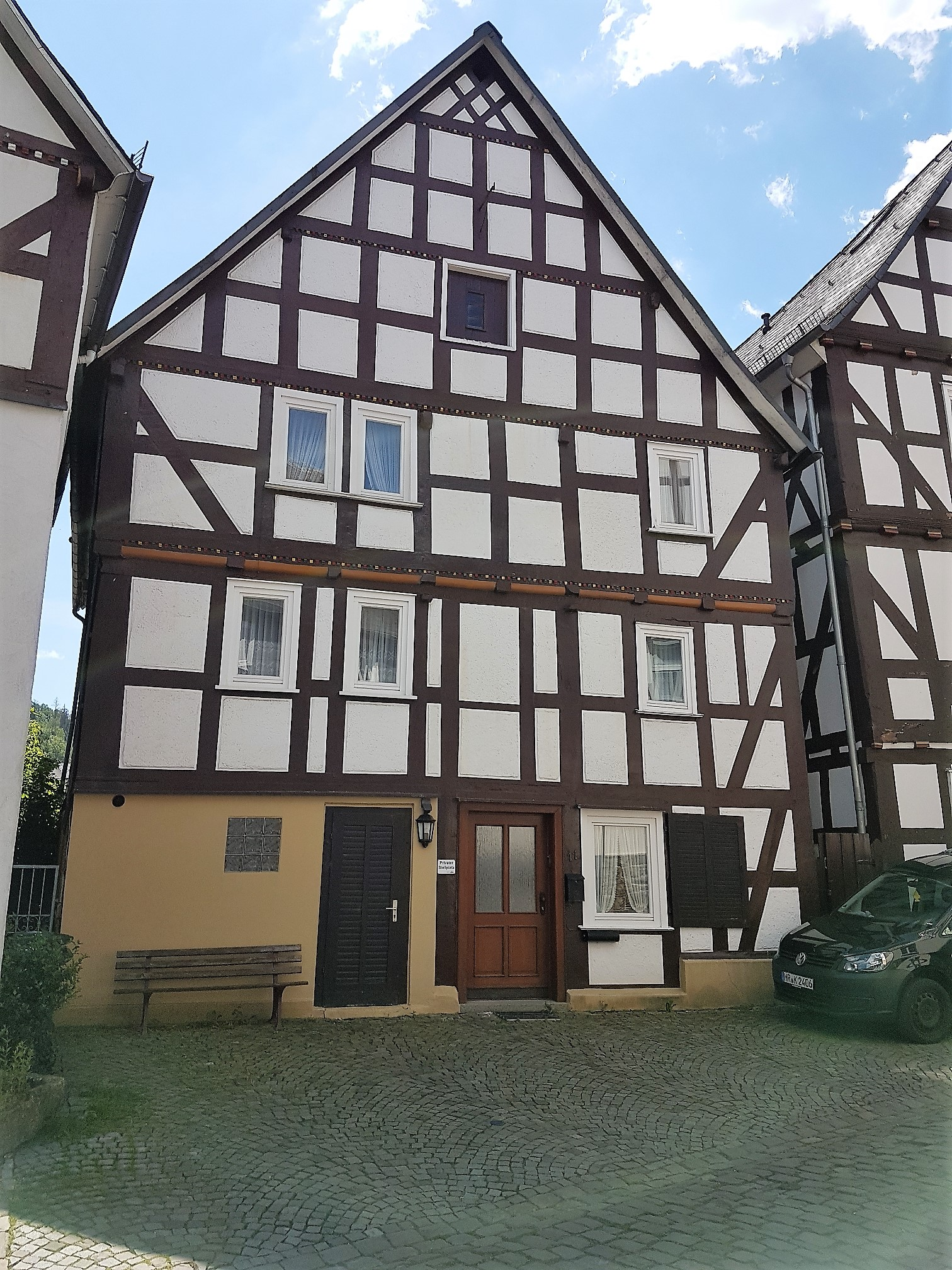
Geburtshaus Karl Hartnacks, Aufnahme 2020

Mit dem Wiederaufleben des Wittgensteiner Heimatvereins ab 1956 wurde eine Reihe seiner Artikel in der Zeitschrift „Wittgenstein“ posthum veröffentlicht.

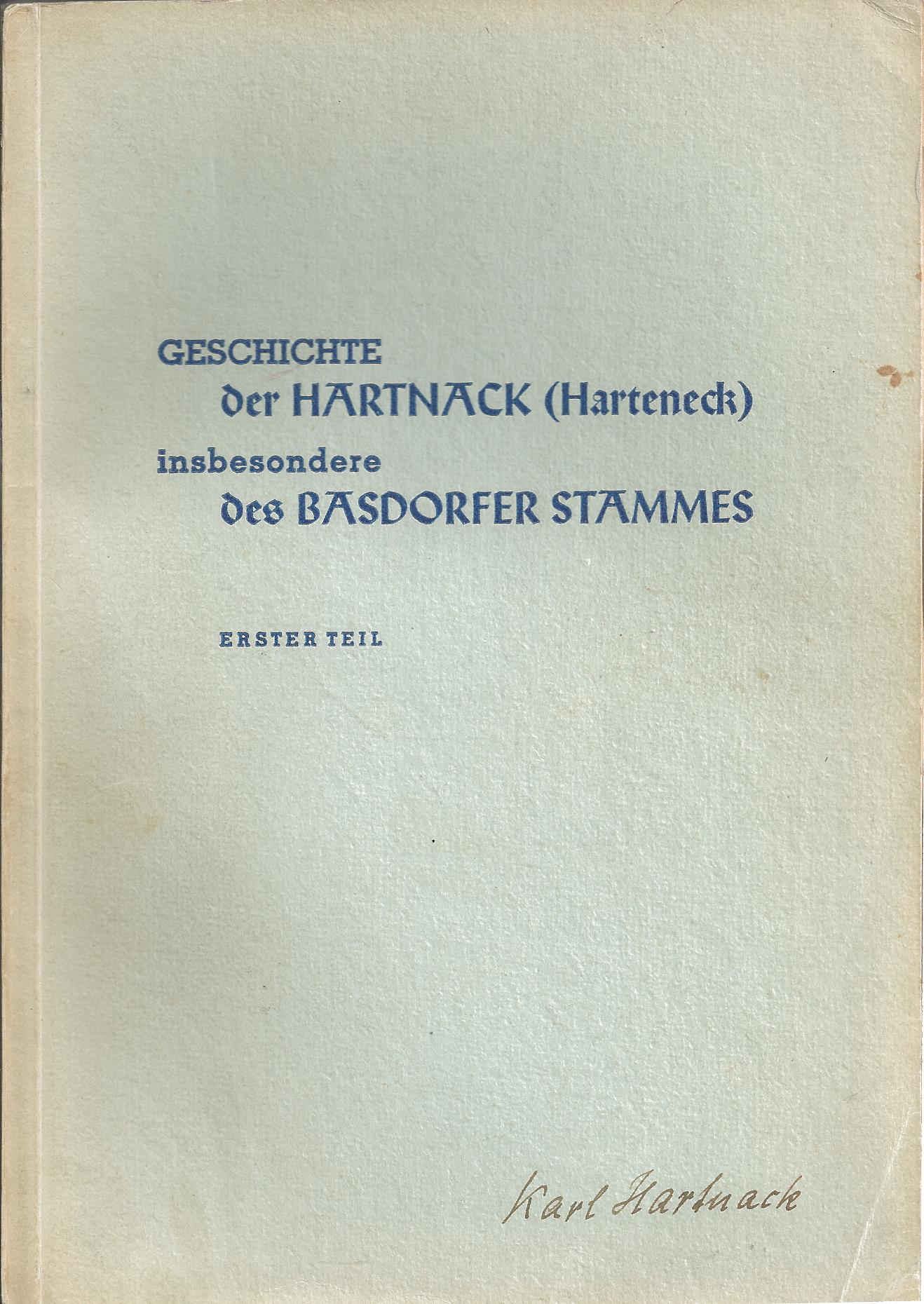
Genealogisches Buch von Karl Hartnack

Eine große Leidenschaft Hartnacks war die Genealogie; hier konzentrierte er sich seit etwa 1900 auf die eigene Familienforschung und publizierte 1922 eine umfangreiche Abhandlung über die Herkunft der Familie Hartnack. Dieses Werk erweiterte er 1942 mit der Herausgabe von zwei Bänden. Ein besonderes Interesse Hartnacks galt der Auswanderung von Wittgensteinern nach Nordamerika, zumal auch sein ältester Sohn, der Veterinärrat Hugo Hartnack (1888–1977), im Jahre 1926 in die USA auswanderte. Hartnack unternahm 1934 mit seiner Ehefrau eine Schiffsreise von Bremerhaven nach New York, besuchte seinen Sohn, forschte in Nordamerika nach dem Schicksal Wittgensteiner Emigranten und veröffentlichte die Erkenntnisse nach seiner Rückkehr.

## Familie
Karl Hartnack heiratete am 18. Oktober 1887 in Weidenhausen Wilhelmine Spies (* 16. November 1866 Weidenhausen), Tochter des Gastwirts Georg Heinrich Spies und dessen Ehefrau Elisabeth, geb. Breuer. Aus der Ehe gingen vier Kinder hervor. Einer ihrer Söhne war der Geograph und Hochschullehrer Wilhelm Hartnack (1893–1963). Karl Hartnack verstarb am 31. Dezember 1946 in Wuppertal im Alter von 82 Jahren.

## Publikationen (Auswahl)
- Geschichte der Hartnack (Harteneck) insbesondere des Basdorfer Stammes. Zwei Bände, Elberfeld 1942.
- Ein am Wittgensteinischen vorbeigeflogener seltener Vogel [Christian Daniel Vogel]. in: Das schöne Wittgenstein. Laasphe 1927/H. 4/S. 157.
- Streifzüge durch die Kirchenbücher. In: Wittgensteiner Zeitung. Jg. 61, 14. Fortsetzungen von Nr. 86, April 1936 bis Nr. 184, August 1936, auszugsweiser Nachdruck Bad Laasphe betreffend in: Wittgenstein. Jg. 80 (1992), Bd. 56, Heft 4, S. 131–134.
- Das Kesselflicken. In: Wittgenstein. Jg. 44 (1956), Bd. 20, Heft 1/2, S. 66–68.
- Die Juden in der Grafschaft Wittgenstein-Wittgenstein bis zum Ausgang des 18. Jahrhunderts. In: DschW. 1940/Nr. 10/S. 59–60 und DschW. 1940/Nr. 11/S. 68.
- Wittgensteiner in den Vereinigten Staaten von Nordamerika. In: Mitt. 7. Jg./H. 1/S. 9–18.
- Über Auswanderung von Wittgensteinern nach den Vereinigten Staaten von Nordamerika. In: DschW. 1928/H. 3, 4/S. 89–93.
- Ostsiedlung vor 200 Jahren. Wittgensteinische Auswanderung nach dem preußischen Litauen. In: DschW. 1937/Nr. 1/S. 4–5; DschW. 1937/Nr. 2/S. 9–10; DschW. 1937/Nr. 3/S. 19; DschW. 1937/Nr. 4/S. 28; DschW. 1937/Nr. 5/S. 38–39.
- Afflerbach als Auswanderer. In: DschW. 1937/Nr. 4/S. 43.
- Christoph Sauer – ein großer Laaspher. In: DschW. 1938/Nr. 6/S. 44.
- Der Aufstieg einer Wittgensteiner Familie in Nordamerika. In: DschW. 1940/Nr. 8/S. 38–39.
- Die Auswanderung aus der Grafschaft Wittgenstein-Wittgenstein nach Nordamerika um das Jahr 1796. In: DschW. 1940/Nr. 9/S. 45–49.
- Wittgensteiner in Alt-Pennsylvanien. In: Wittgenstein. Blätter des Wittgensteiner Heimatvereins e.V. Jg. 46 (1958), Bd. 22, Heft 1, S. 18–20.
- Die Auswanderung aus der Grafschaft Wittgenstein-Berleburg nach Nordamerika im Jahr 1796. In: Wittgenstein. Jg. 49 (1961), Bd. 25, Heft 3, S. 112–120.
- Die Kanongüter der Grafschaft Wittgenstein-Wittgenstein. In: DschW. 1941/Nr. 12/S. 54–55.
- Stammtafel der Familie Hartnack (Basdorfer Stamm) Elberfeld 1922. [Hierzu Gustav Bauer. In: Mitt. 6. Jg./1925, H. 2/S. 22–23]
- Sächsische Einwanderung ins Wittgensteinische, eine Entgegnung. In: Mitt. Jg. 3/H. 2/S. 21–24.
- Laaspher Haus- und Scheuneninschriften. In: DschW. 1928/H. 3, 4/S. 109–116.
- Bubenschenkel. In: DschW. 1937/H. 3/S. 23.
- Sprichwörtliche und andere sogenannte stehende Redensarten aus  dem Wittgensteinischen. In: Zeitschrift des Vereins für rheinische und westfälische Volkskunde. 26. Jg., 1929, Heft 3–4, S. 133–143, Nachdruck in: Wittgenstein. Jg. 44 (1956), Bd. 20, H. 3, S. 101–107.
- Aus Wittgensteiner Notzeiten. [1816/17 kgl. Erlass 1819, Sittenstatistik, Brand Berleburgs 1825, 1806–1813]. In: Wittgenstein. Jg. 45 (1957), Bd. 21, Heft 2, S. 68–72, Wittgenstein, Jg. 45 (1957), Bd. 21, Heft 4, S. 151–152.
- Wittgensteiner Miscellaneen I. In: Wittgenstein. Jg. 47 (1959), Bd. 23, Heft 2, S. 57–59.
- Die Entwicklung des Wittgensteiner Landes bis zum Jahre 1359. In: DschW. 1927/H. 1/S. 36–38
- Wie ist der Kreis Wittgenstein entstanden? In: Wittgensteiner Zeitung. Jg. 31 u. 32, 27 Fortsetzungen vom 6. Oktober 1906 (Nr. 80) bis April 1907 (Nr.32)
- Im Feldzug 1866 verwundete und gefallene Wittgensteiner. In: DschW. 1927/H. 5, 6/S. 196–197.
- Das Laaspher Schützenfest, Erinnerungen aus der Zeit um 1870/71. (Hg.) Wilhelm Hartnack. In: Wittgensteiner Nachrichten, Westfalenpost. 1950, Nr. 175-19.
- Merkwürdiges über das Geschlecht Schwachheim. In: DschW. 1939/Nr. 3/S. 20–21.
- Das wittgensteinische Grafenhaus im Dienst der mittelalterlichen Kirche. In: DschW. 1928/H. 1/S. 12–16; DschW. 1928/H. 2/S. 52–60; Mitt. Jg. 2/H. 2/S. 48–58.
- Die Wittgensteinische Kurie und der Wittgensteiner Hof in Köln. In: Mitt. Jg. 4/H. 2/S. 41–43
- Glieder des Hauses Sayn-Wittgenstein in den Kriegen des 16. bis 18. Jahrhunderts. In: DschW. 1939/Nr. 8/S. 58–60; DschW. 1939/Nr. 9/S. 67–68.
- Beiträge zur Geschichte der wittgensteinischen Buchdruckerei. In: Mitt. 7. Jg./H. 1/S. 18–24.
- Ein Beitrag zur Geschichte des älteren wittgensteinischen Gast- und Schankwirtschaftswesens. In: DschW. 1942/Nr. 2/S. 6–7;  DschW. 1942/Nr. 3/S. 11.
- Eine alte Wittgensteinische Heerstraße. In: DschW. 1927/H. 1/S. 32–35.
- Die Feme im Wittgensteinischen . In: DschW. 1927/H. 1/S. 28–30; DschW. 1927/H. 2/S. 71–73.
- „Rügegericht“ und „Rügemeister“. In: DschW. 1940/Nr. 11/S. 64.
- Wittgensteiner auf auswärtigen Schulen und Hochschulen, I. Wittgensteinische Studenten in älteren Universitätsmatrikeln. In: DschW. 1937/Nr. 5/S. 33–35; DschW. 1937/Nr. 6/S. 47; DschW. 1937/Nr. 7/S. 56; DschW. 1937/Nr. 8/S. 67; DschW. 1938/Nr. 3/S. 22; DschW. 1938/Nr. 5/S. 39; DschW. 1938/Nr. 6/S. 47; DschW. 1938/Nr. 7/S.55–56; DschW. 1938/Nr. 9/S.70; DschW. 1938/Nr. 10/S.78–79; DschW. 1938/Nr. 11/S.86–87; DschW. 1938/Nr. 12/S.94; DschW. 1939/Nr. 1/S.6–7; DschW. 1939/Nr. 2/S.15; DschW. 1939/Nr. 3/S.22–23; DschW. 1939/Nr. 4/S.30–32.; DschW. 1939/Nr. 5/S.38–39; DschW. 1939/Nr. 6/S.47; DschW. 1939/Nr. 7/S.54–55. II. Wittgensteiner Schüler der Pädagogien Marburg und Herborn. In: DschW. 1939/Nr. 9/S. 70–71. III. Personenverzeichnis. In: DschW. 1939/Nr. 10/S. 77–79, Ergänzung: 1940/Nr. 1/S. 4.
- Weitere Nachrichten über die Buttlarsche Rotte. In: DschW. 1939/Nr. 4/S. 28.
- Ernst Christoph Hochmann, der wittgensteinische Separatist. In: DschW. 1939/Nr. 12; DschW. 1940/Nr. 1/S. 7–8; DschW. 1940/Nr. 2/S. 10–11. Landesfremde Wittgensteiner , [Johannes Groß, Dr. Vergenius, Fam. Rübencamm]. In: DschW. 1940/Nr. 4/S. 23–24; DschW. 1940/Nr. 5/S. 28, [Charles Hector de Marsay]. In: DschW. 1941/Nr. 9/S. 43–44.
- Schwarzenau. In: Wittgenstein. Jg. 44 (1956), Bd. 20, Heft 1/2, S. 83–93.
- 250 Jahre „Kirche der Brüder“. [Einzelne Zusätze durch Wilhelm Hartnack]. In: Wittgenstein. Jg. 46 (1958), Bd. 22, H. 1, S. 6–17.
- Geschichtliche Nachrichten von Arfeld. In. Mitt. 3. Jg./H. 1/S. 9–18.
- Winckel, Vater und Sohn, [Ludwig W., Franz von Winckel]. In: DschW. 1927/H. 1/S. 30. Eine geschichtliche Wanderung durch Laasphe und Umgegend. In: Mitt. Jg. l/H. 4/S. 134–144.
- Neuntel und Entenberg. In: Mitt. Jg. l/H. 4/S. 151–152. Ueber Größe und Bewohner der Stadt Laasphe in der Vergangenheit. In: Mitt. Jg. 6/H. 3/S. 1–14.
- Eine alte Laaspher Flurschutzanlage. In: DschW. 1927/H. 3/S. 103–105.
- Steinweg 11, gewöhnlich „Steinweg Schupperts“ bezeichnet. In: DschW. 1941/Nr. 5/S. 27.
- Das Gasthaus zum Hirschen in Laasphe. In: DschW. 1941/Nr. 7/S. 35–36.
- Die Laaspher Landwehr. In: DschW. 1943/Nr. 1/S. 1–2.
- Allerlei vom Laaspher Stadtregiment. In: DschW. 1942/Nr. 9/S. 33–34; DschW. 1942/Nr. 10/S. 39–40.
- Krieg im alten Laaspher Stadtregiment. In: Wittgenstein. Jg. 46 (1958), Bd. 22, Heft 3, S. 138–141.
- Wie Laasphe vor 200 Jahren verwaltet wurde. In: Wittgenstein. Jg. 47 (1959), Bd. 23, Heft 2, S. 60–62 / WHB 38/S. 110.
- Geschichtliche Nachrichten von Erndtebrück. In: Mitt. Jg. 2/H. 1/S. 14–18.
- Aus der Zeit der Postkutschen, Wittgenstein, Jg. 45 (1957), Bd. 21, Heft 3, S. 112–115.
- Afflerbach als Auswanderer. In: DschW. 1937/Nr. 6/S. 43.
- Der Mordstein auf dem Stünzel. In: Mitt. 4. Jg./H. 1/S. 23–24, Nachdruck. In: Hechmann, Heinz, Rüspe: Zur Geschichte eines südsauerländischen Grenzdorfes. Erndtebrück / Röspe 2007, S. 42.
- Friedrich Kiel. In: DschW. 1927/H. 4/S. 128–129.
- Berühmt gewordene Wittgensteiner. [Eugen Bormann]. In: DschW. 1927/H. 5, 6/S. 195–196.
- Ein deutsch-amerikanischer Geschichtsforscher, dessen Ahnen zum Teil Wittgensteiner waren (Heinrich Bornmann). In: DschW. 1942/Nr. 8/S. 29.
- Die Familie Matthey. In: DschW. 1939/Nr. 7/S. 50.
- Wittgensteinische Ahnen des Philosophen Wilhelm Wundt. In: DschW. 1939/Nr. 11/S. 81–82.
- Ältere Hausinschriften aus Elberfeld und Umgegend. In: Bergische Geschichtsblätter. Bd. 3, Wuppertal 1926, S. 79.